# Wernher von Braun
Wernher Magnus Maximilian, Freiherr von Braun, cunoscut mai ales ca Wernher von Braun (n. 23 martie 1912, Wyrzysk, Regatul Prusiei, Imperiul German – d. 16 iunie 1977, Alexandria, Virginia, SUA) a fost un om de știință germano-american, pionier și vizionar al dezvoltării tehnologiei și zborurilor rachetelor.
Wernher von Braun, conducător al programului german de creare a rachetelor germane (cea mai cunoscută fiind „celebra” rachetă” V-2) atât înainte de-al Doilea Război Mondial, cât și în toiul lui, a fost adus în Statele Unite, împreună cu o bună parte a echipei sale științifice de la Peenemünde, printr-o operație secretă numită Operațiunea Paperclip. A devenit cetățean al Statelor Unite.
A lucrat la programul militar american ICBM (Intercontinental ballistic missiles "rachete balistice intercontinentale"), apoi la NASA, ca director al Centrului Marshall pentru Zboruri Spațiale (Marshall Space Flight Center) și ca șef al proiectului rachetei Saturn V, superracheta anilor 1960 care a permis Statelor Unite să lanseze în spațiu nave din ce în ce mai performante din seria programului spațial Apollo, care a culminat cu aselenizarea astronauților în misiunile spațiale Apollo 11, Apollo 12, Apollo 14, Apollo 15, Apollo 16 și Apollo 17.

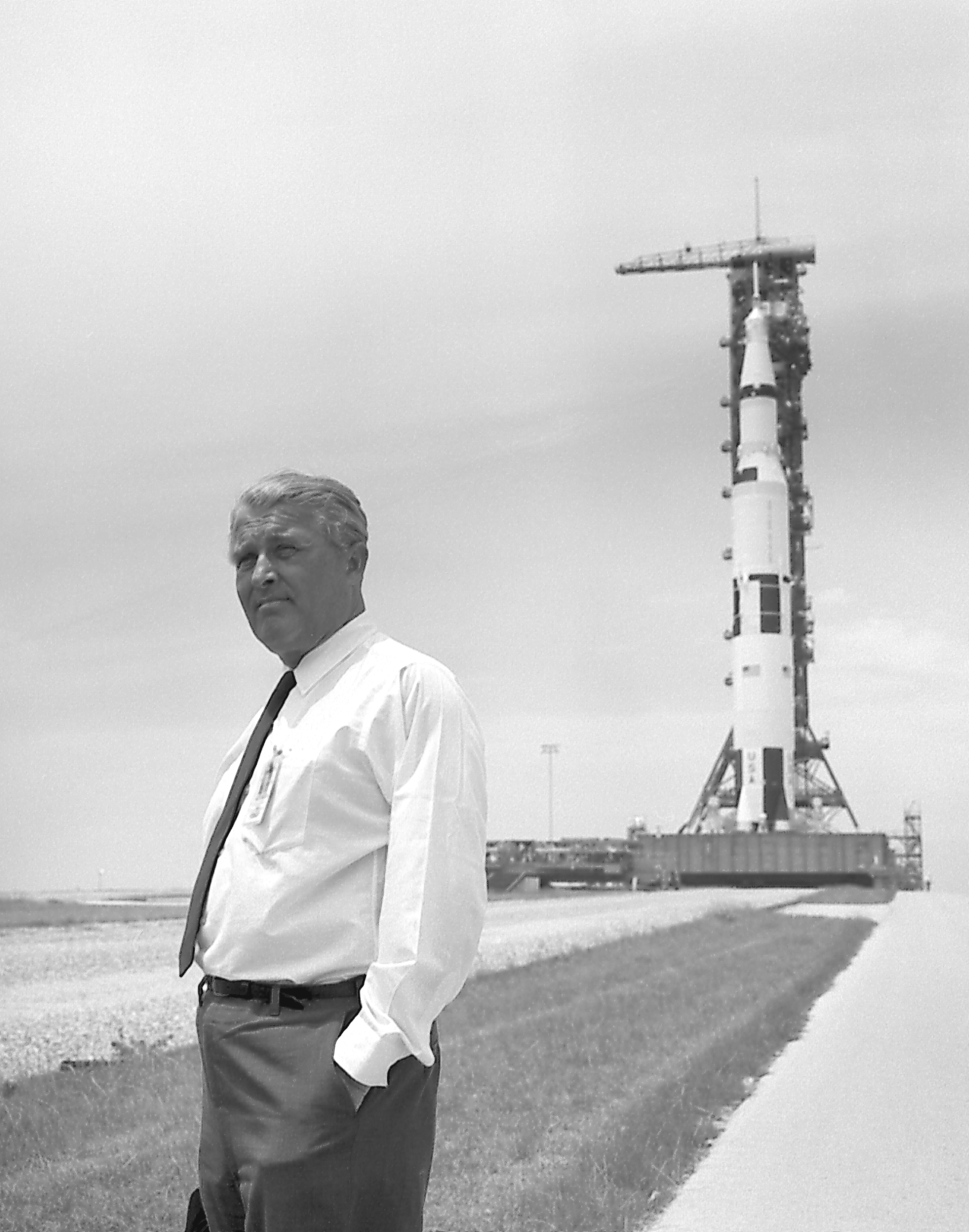
Wernher von Braun și racheta Saturn V, în cadrul misiunii Apollo 11

Von Braun este unanim considerat „părintele” programului spațial al Statelor Unite, fiind de asemenea amintit ca liderul științific al echipei de specialiști din Germania Nazistă care a proiectat și realizat racheta V-2, care a ucis peste 7.000 de oameni în Marea Britanie în 1944 și 1945 (la care se adaugă un număr și mai mare de victime în anii de dezvoltare și testare în Germania a rachetei, la Peenemünde și în alte locuri).

## Lucrări publicate

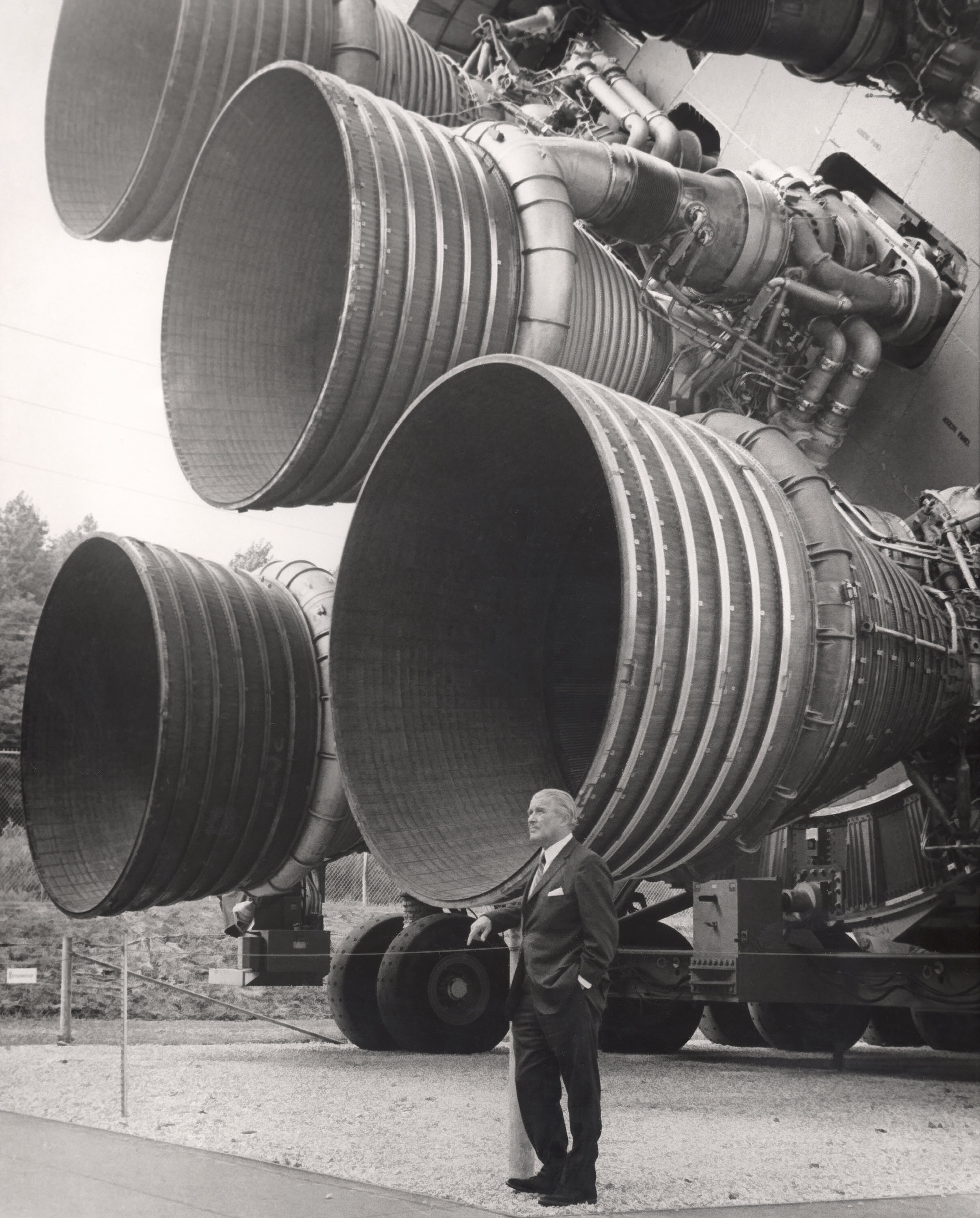
Wernher von Braun fotografiat în faţa imenselor guri de evacuare ale motoarelor rachetei purtătoare Saturn V, ultimul și „cel mai teribil copil” al său

### În limba engleză
- 1952: Across the Space Frontier, împreună cu J. Kaplan, editor E. Ryan, New York City, editura Viking Press
- 1953: Conquest of the Moon, împreună cu F. L. Whipple și Willy Ley, editor C. Ryan, New York, Viking Press
- 1953: Mars Project, Urbana, University of Illinois Press
- 1953: Man on the Moon, London, editura Sidgwick and Jackson
- 1956: Exploration of Mars, împreună cu Willy Ley, New York, Viking Press
- 1960: First Men to the Moon, New York, editura Holt, Rinehart and Winston
- 1962: Careers in Astronautics and Rocketry, împreună cu C. C. Adams și F. I. Ordway III, New York, editura McGraw-Hill
- 1966, 1969: History of Rocketry and Space Travel, împreună cu F. I. Ordway III, New York, editura Crowell, 1966, ediția I, 1969, ediția a II-a
- 1967, 1969: Space Frontier, New York City, editura Holt, Rinehart and Winston, 1967, ediția populară, Premier-M426, editura Fawcett-World, 1969

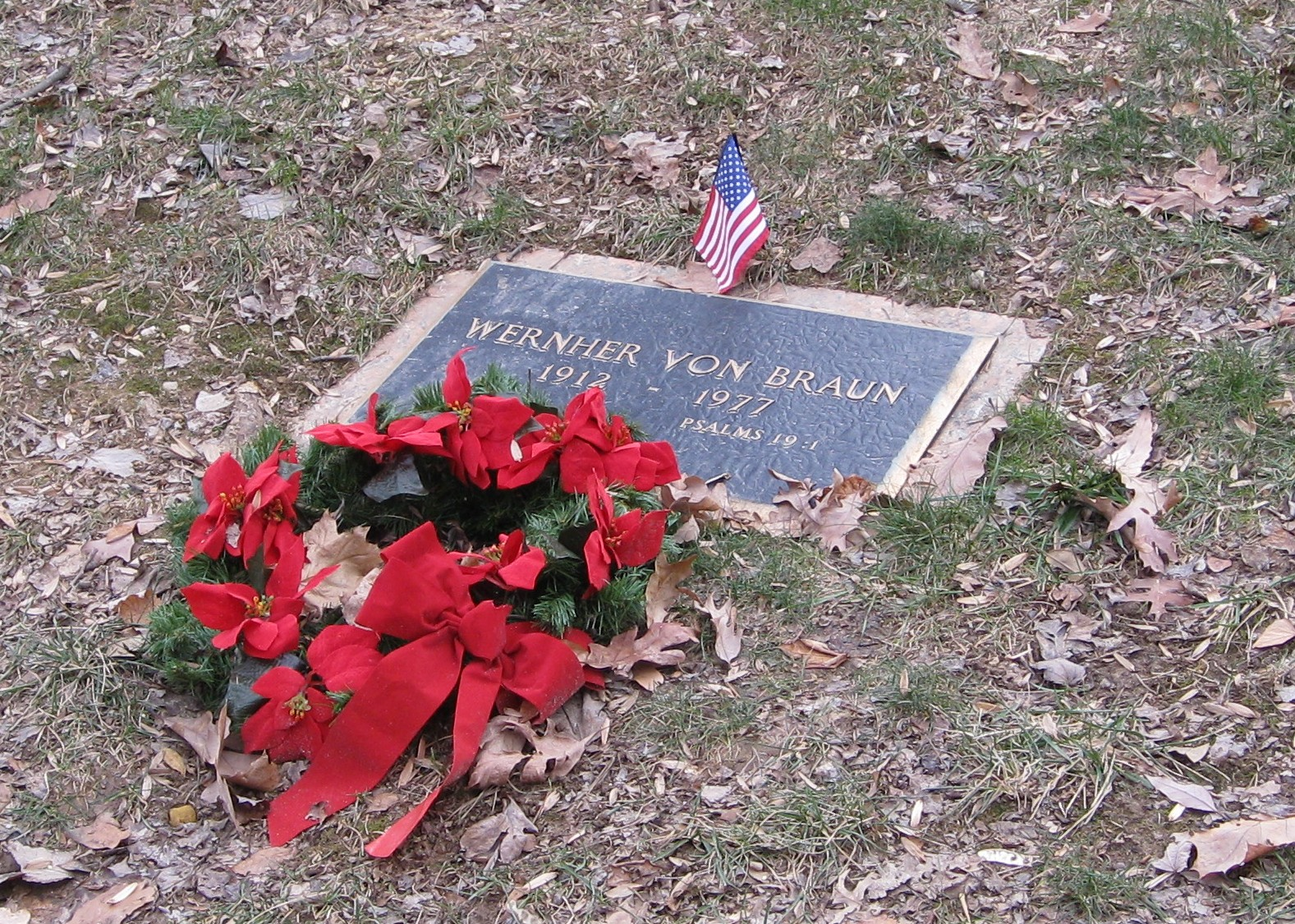
Mormântul său din cimitirul Ivy Hill(Alexandria, Virginia)

## Vezi și
- Hermann Oberth